# نوآباد (هفشجان)
نوآباد (هفشجان)، روستایی در شهرستان شهرکرد از توابع استان چهارمحال و بختیاری است.

## جمعیت
این روستا در دهستان طاقانک قرار دارد و براساس سرشماری مرکز آمار ایران در سال ۱۳۸۵، جمعیت آن ۶۹۹ نفر (۱۹۱خانوار) بوده‌است.جمعیت روستا در سال ۱۳۹۵ به تعداد ۶۸۲ نفر بوده است.